# Helicopsyche azwudschgal
Helicopsyche azwudschgal is een schietmot uit de
familie Helicopsychidae. De soort komt voor in het Oriëntaals gebied.